# Главные архитекторы Гродно
В список вошли архитекторы, занимавшие должность главного архитектора города Гродно. В списке отражены период работы на посту главного архитектора, а также основные достижения архитекторов во время пребывания на этой должности. Список не полный.

## Губернские инженеры
| Имя                            | Фотография | Годы жизни      | Период работы                                    | Заметки |
| ------------------------------ | ---------- | --------------- | ------------------------------------------------ | ------- |
| Василий Степанович Джанеев     |            |                 | губ инж. не позднее 1870 г. - не позднее 1873 г. |         |
| Василий Федорович Небольсин    |            | 1822 - 1900 гг. | губ инж. в 1873-1900 гг.                         |         |
| Василий Иванович Павлов        |            | 1852-?          | губ инж. в 1900 г. - не позднее 1908 г.          |         |
| Аркадий Иосифович Савинич      |            | 1866-?          | губ инж. не позднее 1908-1909 гг.                |         |
| Константин Николаевич Караедов |            | 1862-?          | губ инж. 1910 — ?                                |         |

## Губернские архитекторы
| Имя                          | Фотография | Годы жизни | Период работы                                 | Заметки |
| ---------------------------- | ---------- | ---------- | --------------------------------------------- | --- |
| Павел Петрович Лукин         |            |            | губ арх в 1802-1803 гг.                       | |
| Адам Тот                     |            |            | губ арх в 1803-1805 гг.                       | |
| Юлиан Карлов Лиенховский     |            |            | губ арх в 1805-1808 гг.                       | |
| Карл Вильгельмович Богемиль  |            |            | губ арх в 1811-1826 гг.                       | |
| Виктор Михаэлис              |            |            | губ арх в 1826-49 гг.                         | [ 2 ] [ 7 ] [ 8 ] |
| Иван Игнатович Калянкевич    |            |            | губ арх в 1867-1887 гг.                       | |
| Федор Ильич Афанасьев        |            |            | губ арх не ранее 1877-1885 гг.                | |
| Виктор Иванович Сычугов      |            |            | губ арх в 1885-1887 гг.                       | В 1880-х годах участвовал в строительстве Новых казарм за железной дорогой в Гродно (ныне на углу улиц Красноармейской и Щорса ) . |
| Петр Иванович Залатаров      |            |            | губ арх в 1887-1893 гг.                       | |
| Николай Венедиктович Романов |            |            | губ арх в 1893 г. - не ранее 1898 г.          | |
| Иван Капитонович Плотников   |            |            | губ арх не ранее 1899 г. - не позднее 1912 г. | |

## Городские архитекторы
| Имя                          | Фотография | Годы жизни      | Период работы                    | Заметки                                                         |
| ---------------------------- | ---------- | --------------- | -------------------------------- | --------------------------------------------------------------- |
| Соловьёв                     |            |                 | упоминается в 1870 г.            | разработал новый план развития Гродно, который не был утвержден |
| Василь Васильевич Бажко      |            |                 | 1963 - 1977 гг.                  |                                                                 |
| Владимир Юрьевич Анисимов    |            | 1953 - 2010 гг. | 2000 — 2010                      |                                                                 |
| Геннадий Борисович Таламанов |            |                 | Декабрь 2013 г. - январь 2018 г. |                                                                 |